# Cracked
Cracked ou Aidan Black au Québec est une série télévisée canadienne en 21 épisodes de 42 minutes créée par Tracey Forbes et Calum de Hartog et diffusée entre le 8 janvier et le 25 novembre 2013 sur le réseau CBC.
En France, la série est diffusée depuis le 19 avril 2013 sur 13ème rue et à partir du 22 juillet 2014 sur D17, et au Québec à partir du 28 août 2013 sur Séries+. Néanmoins, elle reste encore inédite dans les autres pays francophones.

## Synopsis
Après avoir tué deux suspects armés et consulté trois psychiatres, Aidan Black est de retour au travail. Puisqu'il est un excellent flic, l'ex-spécialiste en intervention tactique se voit réaffecté dans l'unité psycho-criminelle. Cette nouvelle brigade se spécialise dans les crimes perpétrés par des personnes atteintes de problèmes mentaux. Aidan travaille aux côtés de la Dr Daniella Ridley, une éminente psychiatre qui a participé à la création de la section. Poppy Wisnefski, une jeune policière cynique, et Leo Beckett, un infirmier psychiatrique, complètent l'équipe. Même s'il est atteint d'un stress post-traumatique et d'un trouble du comportement, Aidan utilise son expertise pour dénouer des crises et résoudre des crimes.

## Distribution

### Acteurs principaux
- David Sutcliffe (VF : Arnaud Arbessier) : Lieutenant Aidan Black
- Stefanie von Pfetten (VF : Laurence Dourlens) : Dr Daniella Ridley (saison 1)
- Brooke Nevin (VF : Noémie Orphelin) : Dr Clara Malone (saison 2)
- Luisa D'Oliveira (VF : Olivia Luccioni) : inspecteur Poppy Wisnefski
- Dayo Ade (VF : David Kruger) : Léo Beckett
- Karen LeBlanc (VF : Laura Zichy) : capitaine Diane Caligra
- Mayko Nguyen (VF : Audrey Sablé) : Lieutenant Elizabeth « Liz » Liette (principale saison 1, invitée saison 2)

### Acteurs récurrents
- Paul Popowich (VF : Yann Peira) : Sean McCray (saison 1, 8 épisodes)
- Natalie Brown (VF : Hélène Bizot) : Rachel Fenton (7 épisodes)

### Invités
- Christian Bako (VF : Lionel Tua) : Dominik Laszlo
- Harmon Walsh (VF : Antoine Nouel) : sergent Eric Phalen
- Nicholas Campbell : Therapist
- Bruce Ramsay : détective Brauer
- Chuck Shamata (en) : Officer Vince Wisnefski
- Shauna MacDonald : Dr Vanessa Currie
- Jamillah Ross (en) : Uniform
- Jenessa Grant : Isabelle Saunders
- Trenna Keating (en) : Ident Officer
- Demore Barnes : Idaris John / Melugo
- Noah Reid (en) : Mark Tisdale
- Kacey Rohl : Emily Froese
- Monika Schnarre (en) : Anika Marnay
- Rossif Sutherland : Timothy Lawton
- Clé Bennett : Billy Russell
- Lucas Bryant : Jesse Powell
- Martha Burns : Alice Kelly
- Enrico Colantoni : Mike De Soto
- Holly Deveaux (en) : Jessica O'Donnell
- Sitara Hewitt (en) : Juvina Kapoor
- Gabriel Hogan : Terry Dwyer
- Stephan James : Ben Omari
- Tatiana Maslany : Haley Coturno aka Isabel Ann Fergus
- Lochlyn Munro : Jonas Boyar
- Sebastian Pigott : Nolan Arthur
- Rick Roberts : Garrett Burke
- Kathleen Robertson : Erin Laswell
- Carlo Rota : Mandar Kush
- Victor Webster : Elliott Belk
- Rachel Wilson : Michelle Calavano
- Olunike Adeliyi : Solange Oowuszhu
- Steve Bacic : Miller Branson
- Greg Bryk : Vincent Kray
- David Burke : Lazarus Keefe
- Inga Cadranel : Marcela Houseman
- Jordan Gavaris : Graham Mackenzie
- Amy Jo Johnson : Sydney Reid
- Peter MacNeill : Sal Lenza
- Stephen McHattie : Dr Bline
- Michelle Nolden : Esme Belk-Wallace
- Claire Rankin : Priya MacLeod
- Liisa Repo-Martell (en) : Angie Coturno
- Shaun Benson : Damian Tremblay
- Nicole de Boer : Leigh McMaster
- Rosemary Dunsmore : Mrs Dunlow
- Tattiawna Jones (en) : Annalise Byrne
- James McGowan : Detective Sam Parkes

- Version française
  - Sociétés de doublage : Synchro France[5] (saison 1) / VF Productions (saison 2-)
  - Direction artistique : Cécile Villemagne[5]
  - Adaptation des dialogues : Nadine et Sauvane Delanoë[5]

 Source et légende : version française (VF) sur RS Doublage et Doublage Séries Database

## Épisodes

### Première saison (2013)
1. Bienvenue aux psychocrimes (How the Light Gets In)
2. L'Ange de l'Apocalypse (Fallen)
3. Folie partagée (What We Can't See)
4. Obsession (White Knight)
5. L'Arrache-cœur (No Traveller Returns)
6. Mal de mère (Spirited Away)
7. Plus dure sera la chute (Rocket Man)
8. L'Interrupteur (The Thump Parade)
9. Harcèlement (Cherry Blossoms)
10. Flashbacks (Inquest)
11. Prédateurs nocturnes (Night Terrors)
12. Blessures de guerre (Old Soldiers)
13. Les Ailes Brisées (The Light in Black)

### Deuxième saison (2013)
Le 2 avril 2013, la série a été renouvelée pour une deuxième saison diffusée depuis le 30 septembre 2013.
1. Mauvais diagnostic (Swans)
2. Face au tueur (The Price)
3. Secrets et schizophrénie (The Valley)
4. Agresseur sans visage (Faces)
5. Prisonnière (The Hold Out)
6. Le Résistant (Ghost Dance)
7. Un coupable idéal (Hideaway)
8. L'Argent du diable (Voices)

## Commentaire
Le 17 mars 2014, la série a été annulée, faute de budget.